# Liane Bahler
Liane Bahler (Gotha, 22 januari 1982 – Rudolstadt, 4 juli 2007) was een Duitse wielrenster.
Bahler startte haar professionele carrière in 2001. In dat jaar finishte ze op de derde plaats in de zesde etappe van de Tour de Bretagne. In 2002 won ze een etappe in de Tour de l'Aude en voor aanvang van het seizoen 2003 tekende ze voor het eerst een contract bij een professioneel team, Nürnberger Versicherung. In dienst van dit team finishte ze op een tweede plaats in de Albstadt Frauen Etappenrennen. In 2006 maakte ze de overstap naar de Nederlandse formatie Therme Skin Care. Ze werd tweede in de Tour Cycliste Féminin de la Drôme en derde in de vierde etappe van de Route de France Féminin. In datzelfde jaar won ze de koers Köln-Hurth. Ze maakte in 2007 opnieuw een overstap, ditmaal naar de Italiaanse ploeg Fenix-HPB. Hier behaalde ze geen successen.
Op 4 juli 2007 kwam Bahler om het leven bij een auto-ongeluk. Ze was op weg naar het vliegveld, vanwaar ze naar Italië zou vliegen om deel te nemen aan de Giro d'Italia Femminile.